# Hedysarum vvedenskyi
Hedysarum vvedenskyi är en ärtväxtart som beskrevs av Korotkova. Hedysarum vvedenskyi ingår i släktet buskväpplingar, och familjen ärtväxter. Inga underarter finns listade i Catalogue of Life.